# American Enterprise Institute
L'American Enterprise Institute for Public Policy Research, més conegut com a American Enterprise Institute (AEI), és un grup de reflexió de centredreta amb seu a Washington, D.C. que investiga el govern, la política, l'economia i el benestar social. L'AEI és una organització independent sense ànim de lucre recolzada principalment per contribucions de fundacions, corporacions i particulars.
Fundada el 1938, l'organització està alineada amb el conservadorisme però no dóna suport a cap candidat polític. AEI advoca a favor de l'empresa privada, el govern limitat i el capitalisme democràtic. Algunes de les seves posicions han portat controvèrsia, incloses les seves recomanacions de política de defensa per a la guerra de l'Iraq, la seva anàlisi de la crisi financera del 2007-2008 i les seves polítiques energètiques i ambientals basades en la seva oposició durant més de dues dècades sobre el canvi climàtic.
AEI està governada per una junta de 28 membres. Aproximadament 185 autors estan associats amb AEI. Arthur C. Brooks va exercir com a president d'AEI des de gener de 2009 fins a l'1 de juliol de 2019. El va succeir Robert Doar.